# 니노 (가수)
스테파노스 시폴리타스(그리스어: Στέφανος Ξυπολητάς)는 니노(Nino)라는 예명으로 잘 알려진 그리스의 가수이다.